# Њена судбина
Њена судбина (тур. Sen anlat Karadeniz) је турска телевизијска серија, која се снима од 2018.
У Србији су 2019. приказиване прве две сезоне на телевизији Пинк.

## Синопсис
Прича прати тешку судбину девојке по имену Нефес, мајка јој умире на порођају, а са 16 година је отац продаје Ведату из богате породице Сајар, потом рађа сина по имену Јигит. Нефес је несрећна јер је муж злоставља, покушава да побегне са сином, али сваки покушај пропада. 
На вечери са члановима породице Калели, власницима бродоградилишта, која почиње сарадњу са Ведатом, Нефес проналази прилику да побегне са сином. Скривају се у Тахиров аутомобил, који је један од чланова породице Калели и беже. Ведат убрзо сазнаје да је Нефес побегла и почиње потрагу за њом.
Тахир открива Нефес и сина и постаје њихов заштитник. Временом се развија љубав између Тахира и Нефес, али Ведат неће бити миран већ ће покушати да на све начине врати сина и жену...
У другој сезони се појављује нови антагонист, Генџо, имућан, нарцисоидан и зао човек који ће се због свог прљавог посла умешати у породицу Калели и загорчати им живот.

## Сезоне
| Сезона | Сезона | Број епизода (н) / (и)          | Приказивање у Турској                     | Приказивање у Србији                        |
| ------ | ------ | ------------------------------- | ----------------------------------------- | ------------------------------------------- |
|        | 1      | 21 / 66 (1 — 21) / (1 — 66)     | 24. јануар 2018 — 6. јун 2018. ()         | 9. јул 2019 — 15. август 2019. (Пинк)       |
|        | 2      | 32 / 107 (22 — 53) / (67 — 173) | 19. септембар 2018 — 29. мај 2019. ()     | 16. август 2019 — 22. децембар 2019. (Пинк) |
|        | 3      | 11 / 34 (54 — 64) / (174 — 207) | 4. септембар 2019 — 13. новембар 2019. () | /                                           |

## Улоге
| Глумац             | Улога                | Епизода |
| ------------------ | -------------------- | ------- |
| Улаш Туна Астепе   | Тахир Калели         | 1-64    |
| Ирем Хелваџиоглу   | Нефес Зорлу Калели   | 1-64    |
| Мехмет Али Нуроглу | Ведат Сајар          | 1-44    |
| Синан Тузџу        | Мустафа Калели       | 1-64    |
| Ојку Гурман        | Асије Хопали Калели  | 1-64    |
| Ердал Џиндорук     | Фикрет Деличај       | 22-64   |
| Гозде Кансу        | Ејшан Сајар          | 1-20    |
| Саит Генај         | хоџа Осман Хопали    | 1-64    |
| Нуршим Демир       | Саније Калели        | 1-64    |
| Хилми Озчелик      | Џемил Дагдевирен     | 1-64    |
| Џем Кенар          | Мурат Калели         | 1-64    |
| Фуркан Аксој       | Фатих Калели         | 1-64    |
| Илајда Чевик       | Берак Јилмаз         | 9-64    |
| Белфу Бенијан      | Мерџан Дагдевирен    | 1-64    |
| Чагла Озавџи       | Назар Дагдевирен     | 1-64    |
| Налан Куручим      | Туркан Дагдевирен    | 1-64    |
| Демир Биринџи      | Јигит Сајар          | 1-64    |
| Емре Он            | Идрис                | 1-64    |
| Фарук Аџар         | Неџип Јилмаз         | 1-64    |
| Шендоган Оксуз     | Џемал                | 1-64    |
| Пала Даји          | Давут                | 1-64    |
| Дила Акташ         | Балим Калели         | 1-64    |
| Дилек Денизделен   | Наџије               | 1-64    |
| Дујгу Устунбаш     | Есма Хопали          | 3-64    |
| Мехмет Чепич       | Комесар Митхат Бозук | 4-64    |
| Сенем Гоктурк      | Назан                | 1-64    |
| Онур Озтопрак      | Салих Зорлу          | 3-4     |